# دانیل دا سیلوا
دانیل دا سیلوا (به پرتغالی: Daniel da Silva) مدافع اهل برزیل است که در شهر سائوپائولو و در تاریخ ۲۷ مهٔ ۱۹۷۳ به دنیا آمده‌است.
دانیل دا سیلوا در تیم‌های فوتبال Matonense، سانتوس، توکیو وردی، São Caetano، پالمیراس، São Caetano سابقهٔ حضور دارد.